# Gerben Thijssen
Pour les articles homonymes, voir Thijssen.
Gerben Thijssen (né le 21 juin 1998 à Genk) est un coureur cycliste belge, membre de l'équipe Intermarché-Circus-Wanty. Sur piste, il est champion d'Europe de course à l'élimination en 2017.

## Biographie
En 2014, Gerben Thijssen remporte son premier titre national en devenant Champion de Belgique de l'omnium chez les débutants. Il monte également sur le podium dans d'autres disciplines. L'année suivante, il remporte ses premiers succès internationaux. Il termine troisième du championnat du monde junior de course aux points. Avec Robbe Ghys, il est vice-champion d'Europe de course à l'américaine juniors. En 2016, il est à nouveau deuxième de l'américaine aux championnats d'Europe Junior (avec Jules Hesters) et médaillé de la course aux points.
Lors de la deuxième manche de la Coupe du monde sur piste 2016-2017 à Apeldoorn, l'équipe de poursuite par équipes belge, composée de Thijssen, Moreno De Pauw, Kenny De Ketele, Robbe Ghys et Jonas Rickaert, prend la deuxième place. Lors des Six jours de Gand, Thijssen remporte la course des moins de 23 ans avec Hester. En octobre, il est à 19 ans champion d'Europe de course à l'élimination à Berlin.
En 2018, il devient champion de Belgique sur route espoirs (moins de 23 ans) et champion de Belgique du contre-la-montre par équipes. 

### 2019-2021: Lotto-Soudal
Au mois d'août 2018, il obtient un contrat de stagiaire avec la formation Lotto-Soudal. Peu après, il signe un contrat pour devenir professionnel à partir du 1er juillet 2019 avec l'équipe World Tour. En novembre 2019, il chute lourdement lors des Six jours de Gand et doit être hospitalisé en raison de trois côtes cassées et d'une fracture de la clavicule. Des hémorragies cérébrales plus petites ont également été détectées.
Il ne reprend la compétition qu'en août 2020. En septembre, il se classe deuxième au sprint de la Gooikse Pijl, derrière Danny van Poppel. En octobre, il participe au Tour d'Espagne 2020, son premier grand tour. Il termine deuxième de la neuvième étape derrière Pascal Ackermann, après la disqualification pour sprint dangereux du vainqueur initial, l'Irlandais Sam Bennett. Thijssen abandonne la course lors de la 15e étape. Lors de la saison 2021, il décroche plusieurs tops 10 au sprint, dont une troisième place sur le Circuit du Houtland.

### Depuis 2022: Intermarché-Wanty-Gobert Matériaux
Après deux ans et demi chez Lotto-Soudal, Thijssen rejoint l'équipe Intermarché-Wanty-Gobert Matériaux pour la saison 2022. Avec sa nouvelle équipe, il réalise la meilleure saison depuis ses débuts. Il remporte la dernière étape des  Quatre Jours de Dunkerque, puis obtient plusieurs podiums : deuxième de la Veenendaal-Veenendaal Classic et troisième de la Marcel Kint Classic. En août, il remporte son premier succès sur le World Tour lors de la 2e étape du Tour de Pologne. En fin d'année, il gagne la Gooikse Pijl.
Au printemps 2023, il remporte, au sprint, le Grand Prix Jean-Pierre Monseré et la Bredene Koksijde Classic. Grâce à ses bons résultats, le coureur voit son contrat prolongé jusqu'en 2025 au sein de l'équipe Intermarché-Wanty-Gobert Matériaux. Initialement sélectionné pour le Tour d'Espagne, Thijssen est contraint de renoncer à y participer à la veille du départ après avoir été testé positif au SARS-CoV-2.

## Palmarès sur route

### Par années
| - 2014 - 3e du championnat de Belgique du contre-la-montre débutants - 2016 - 1re étape de l'Internationale Cottbuser Junioren-Etappenfahrt - 1re et 2ea étapes du Trofeo Karlsberg - Omloop der Vlaamse Gewesten - 2017 - Grand Prix de la ville de Saint-Nicolas - 2e de la Gooikse Pijl - 3e du Ronde van Zuid-Holland - 3e de Paris-Tours espoirs - 2018 - Champion de Belgique sur route espoirs - Champion de Belgique du contre-la-montre par équipes - Bruxelles-Zepperen - Zuidkempense Pijl - 2019 - 2e étape du Tour d'Eure-et-Loir - 1re étape d'À travers les Hauts de France - Mémorial Philippe Van Coningsloo - 6e du championnat d'Europe sur route espoirs - 2020 - 2e de la Flèche de Heist - 2e de la Gooikse Pijl - 2021 - 3e du Circuit du Houtland - 2022 - 6e étape des Quatre Jours de Dunkerque - 2e étape du Tour de Pologne - Gooikse Pijl - 2e de la Veenendaal-Veenendaal Classic - 3e de la Marcel Kint Classic | - 2023 - Grand Prix Jean-Pierre Monseré - Bredene Koksijde Classic - Tour du Limbourg - Grand Prix Raf Jonckheere - Circuit du Houtland - Zwevezele Koers - 2e de la Roue Tourangelle - 2e de Grand Prix de Fourmies - 3e de la Van Merksteijn Fences Classic - 2024 - Trofeo Palma - 1re étape du Tour de l'Algarve - 2e de la Roue Tourangelle - 2e du Grand Prix de Fourmies - 3e du Grand Prix d'Isbergues - 3e de la Bredene Koksijde Classic - 2025 - 3e de la Roue Tourangelle |

### Résultats sur les grands tours

#### Tour de France
1 participation
- 2024 : abandon (15e étape)

#### Tour d'Italie
1 participation
- 2025 : 157e

#### Tour d'Espagne
2 participations
- 2020 : abandon (15e étape)
- 2022 : abandon (9e étape)

### Classements mondiaux
| Année                                 | 2017 | 2018  | 2019 | 2020 | 2021 | 2022 | 2023 | 2024 |
| ------------------------------------- | ---- | ----- | ---- | ---- | ---- | ---- | ---- | ---- |
| Classement mondial                    | 701e | 1001e | 617e | 287e | 378e | 103e | 60e  | 89e  |
| UCI Europe Tour                       | 420e | 621e  | 464e | 235e | 312e | 86e  | 49e  | 70e  |
|                                       |      |       |      |      |      |      |      |      |
| Légende : nc = non classéSource : UCI |      |       |      |      |      |      |      |      |

## Palmarès sur piste

### Championnats du monde
- Hong Kong 2017
  - 8e de la poursuite par équipes[7]

### Coupe du monde
- 2016-2017
  - 2e de la poursuite par équipes à Apeldoorn

### Championnats du monde juniors
- Astana 2015
  -  Médaillé de bronze de la course aux points

### Championnats d'Europe
| Édition / Épreuve          | Poursuite par équipes | Course aux points | Américaine | Élimination |
| Athènes 2015 (juniors)     |                       |                   | Argent     |             |
| Montichiari 2016 (juniors) |                       | Bronze            | Argent     |             |
| Anadia 2017 (espoirs)      | Argent                |                   |            |             |
| Berlin 2017                |                       |                   |            | Or          |
| Gand 2019 (espoirs)        | Argent                |                   |            |             |

### Championnats de Belgique
- 2014
  -  Champion de Belgique de l'omnium débutants
- 2015
  -  Champion de Belgique de l'américaine juniors (avec Robbe Ghys)
- 2016
  -  Champion de Belgique de la course aux points juniors
  -  Champion de Belgique de l'omnium juniors